# Rhodèsia del Nord-est
Rhodèsia del Nord-est fou un protectorat britànic a l'Àfrica central meridional que es va formar el 1900. El protectorat va ser administrat sota carta reial per la Companyia Britànica de l'Àfrica del Sud i fou un dels territoris que col·loquialment es van dir les tres Rhodèsies, sent els altres dos Protectorat de Rhodèsia del Sud i Rhodèsia del Nord-oest o Barotselàndia-Rhodèsia del Nord-oest. La capital fou a Fort Jameson, avui Chipata. Per la unió dels darrer d'aquestos amb Rhodèsia del Nord-est el 1911 es va formar el protectorat de Rhodèsia del Nord, administrat com els altres per la Companyia Britànica de l'Àfrica del Sud.

## Història
La colonització de la regió que esdevindria Rhodèsia del Nord-est va començar el 1890. Joseph Thomson fou enviat per Cecil Rhodes de la Companyia Britànica de l'Àfrica del Sud per negociar acords amb caps africans. Alfred Sharpe era igualment enviat pel cònsol britànic a Nyasalàndia pel mateix propòsit. Després de fallar en assegurar acords, Sharpe i Thompson van utilitzar força per sotmetre a la població local. El 1895 la Companyia Britànica de l'Àfrica del Sud va rebre concessions de terra i drets minerals sobre més de 10,000 milles quadrades per la Mozambique Gold, Land and Concession Company, una empresa que havia comprat el 1893. Per tal d'explotar millor la riquesa mineral la Companyia Britànica de l'Àfrica del Sud va incorporar una filial, la North Charterland Exploration Company el 1895. L'administració de la regió va recaure interinament l'1 de juliol de 1895 en Patrick William Forbes; el juny de 1897 el va substituir Henry Lawrence Daly també interí fins al 10 de juliol de 1898. L'administració eficaç de la regió va ser aconseguida al final de 1899.
El gener de 1900 la reina Victòria va signar la North-Eastern Rhodesian Order in Council. Aquest oficialitza el nom de Rhodèsia del Nord-est (o Rhodèsia Nord-oriental) i formalment el va proclamar un protectorat britànic. Sota l'Ordre un règim de govern del protectorat per la Companyia Britànica de l'Àfrica del Sud va ser establert. El nou protectorat va ser administrat per un Administrador fixat pel Alt Comissari Alt per Sud-àfrica. El Alt Comissari va legislar per proclamació el protectorat que va ser dividit en 7 districtes administratius.
El 31 de maig 1900 Robert Edward Codrington, que era administrador interí des del juliol del 1898, va ser designat com el primer Administrador. Va aguantar aquest càrrec fins a 1907. El darrer que va servir com a administrador fou Lawrence Aubrey Wallace de 1907 fins al 1909 després del qual el càrrec va quedar vacant actuant interinament Leicester Paul Beaufort fins al 16 de maig de 1911 i després, també interinament, Hugh Charles Marshall, fins al 17 d'agost de 1911 quan el primer administrador de les administracions unificades va ser nomenat.
Quan el protectorat fou amalgamat amb Rhodèsia del Nord-oest el 17 d'agost de 1911 es va formar el protectorat de Rhodèsia del nord, i fou nomenar Administrador Lawrence Aubrey Wallace (Sir el 1918) que va agafar les funcions dels dos administradors.

## Lleis
Les lleis d'Anglaterra es van aplicar al protectorat, mentre les circumstàncies locals ho permetessin. En casos civils entre nadius, les lleis natives es van aplicar mentre no fossin contràries a la justícia natural o a la moralitat, o a qualsevol Ordre del Consell (Order in Council), o a qualsevol regulació imperativa. El Protectorat va tenir un Tribunal suprem, Tribunals de Districte i els tribunals de magistrats. Les apel·lacions dels Tribunals del Protectorat podrien ser fetes al Tribunal Suprem de la Colònia del Cap i d'allà al Consell Privat al Regne Unit.